# IC 1547
IC 1547 је ознака објекта на координатама са ректансцензијом 0h 21m 35,7s и деклинацијом + 22° 1" 24'. Открио га је Гијом Бигурдан, 14. новембра 1884. Каснијим посматрањима на том положају није уочен никакав астрономски објекат.